# Maria Hiszpańska-Neumann
Maria Hiszpańska-Neumann (* 28. Oktober 1917 in Warschau; † 12. Januar 1980 ebenda) war eine polnische Malerin und Grafikerin.

## Leben und Werk
Maria Hiszpańska-Neumann war die Tochter des erfolgreichen Warschauer Unternehmers Stanisław Feliks Hiszpański (* 1872), der beim Bombardement vor dem Einmarsch der deutschen Truppen in Warschau am 25. September 1939 ums Leben kam. Einer ihrer beiden Brüder war der Maler Stanislaw Hiszpański (1904–1975).
Maria Hiszpańska-Neumann studierte von 1935 bis zum Überfall Deutschlands auf Polen 1939 bei Karol Tichy, E. Czerwinski, Stanisław Ostoja-Chrostowski und Wenzel Waśkowski an der Akademie der Schönen Künste in Warschau. Als Mitglied der späteren Armia Krajowa wurde sie am 19. April 1941 zusammen mit der Familie des Historikers Joseph Jan Siemienski von der Gestapo verhaftet. Sie kam am 10. April 1942 in das Konzentrationslager Ravensbrück, wo sie die Häftlingsnummer 10219 erhielt. Sie musste schwerste Arbeiten leisten, u. a. Sand mit dem Schubkarren von einem Berg auf einen anderen schleppen. Später arbeitete sie in langen Tag- und Nachtschichten auf dem Lagergelände in der Kürschnerei und in der Strohschuh-Flechterei, wovon sie erkrankte. Im Lager fertigte sie über 400 Zeichnungen an, die ihr den Ruf einer „polnischen Käthe Kollwitz“ einbrachten. Sie signierte die Bilder mit einer kleinen Maus. Ihre Kameradinnen nannten sie liebevoll „myszka“ – Mäuschen. Die meisten dieser Bilder sind verloren gegangen oder mussten vernichtet werden, damit das SS-Wachpersonal sie nicht finden konnte. Eines dieser Bilder wurde 1975 beim zufälligen Fund eines von KZ-Häftlingen versteckten Glasbehälters entdeckt. 1943 wurde Maria Hiszpańska-Neumann in das KZ-Außenlager Neubrandenburg verlegt. Dort musste sie in der Rüstungsproduktion arbeiten. Kurz vor der Befreiung des Lagers durch die Rote Armee konnte sie im April 1945 während der Räumung für den Todesmarsch fliehen.
Danach kehrte sie nach Warschau zurück. Sie arbeitete als freie Grafikerin und Buchillustratorin. Vor allem schuf sie expressive Holzschnitte. Da die traumatischen Erinnerungen sie bis in den Schlaf verfolgten und quälten, begann sie aus dem Gedächtnis Zeichnungen von der Lagerzeit anzufertigen. Von 1954 bis 1955 reiste sie nach Bulgarien. Aus den dort entstandenen Skizzen entstand das Holzschnittalbum „Tyrnovo“. 1960 war sie im Zusammenhang mit einer Einzelausstellung mehrere Monate in Ägypten. Als polnische Verlage in den 1960er Jahren kein Interesse an einer Zusammenarbeit mit ihr hatten, entschied sie sich für eine Zusammenarbeit mit Verlagen in der DDR. Das von ihr illustrierte Buch „Tristan und Isolde“ wurde in der DDR als „Schönstes Buch des Jahres“ ausgezeichnet.
Ab 1965 widmete Maria Hiszpańska-Neumann sich, u. a. in Zusammenarbeit mit dem Architekten Władysław Pieńkowski (1907–1991), auch der Wandmalerei, vor allem in Kirchen und Kapellen.
Maria Hiszpańska-Neumann stand in freundschaftlichem Kontakt u. a. mit Otto Pankok, Hildegard Peters und Hubert Globisch.
Bilder Maria Hiszpańska-Neumanns befinden sich u. a. im Nationalmuseum Warschau und in der Mahn- und Gedenkstätte Ravensbrück.
Maria Hiszpańska-Neumann wurde auf dem Służew-Friedhof in der Warschauer Ul. Wałbrzyska beigesetzt.

## Rezeption
„Maria Hiszpańska-Neumann kann in mehrerer Hinsicht Aufmerksamkeit beanspruchen: als Künstlerin, die mit ihrer herben, existentiellen Kunst der Suche nach dem „Geistigen in der Kunst“ … eine ganz individuelle, eigenwillige Prägung gibt, als außergewöhnliche, vielschichtige Persönlichkeit von tiefer Religiosität und als geistig ringender Mensch, der über alle Nationalismen hinweg Leiden und Hass überwand.“

## Werke (Auswahl)

### Zeichnungen und Grafik (Auswahl)
- Graben (Zeichnung, 1945)[4]

- Bei der Arbeit (Zeichnung, 1945)[4]

- Kleiner Architekt (Kaltnadelradierung)[5]

### Buchillustrationen deutschsprachiger Editionen (Auswahl)
- Gottfried von Straßburg: Tristan und Isolde. Verlag der Nation, Berlin, 1966 (mit Reproduktionen von 20 ganzseitigen Holzschnitten)

- Kudrun – Ein mittelalterliches Heldenepos. Verlag der Nation, Berlin, 1971 (mit Reproduktionen von 20 Holzschnitten)

- Norbert Randow (Hrsg.): Die Pannonischen Legenden. Das Leben der Slawenapostel Kyrill und Method. Union-Verlag, Berlin, 1973 (mit Reproduktionen von 12 Farbholzschnitten)

## Ausstellungen (Auswahl)
- 1960: Halle/Saale, Galerie Henning (Grafik)

- 1963: Genf, Musée d’Art et d’Histoire (mit Maria Jarema)

- 2018: Neubrandenburg, Regionalbibliothek (Buchillustrationen)